# سليم ضو
سليم ضو هو ممثل ومخرج وفنان فلسطيني، ولد في قرية البعنة الفلسطينية شمال فلسطين المحتلة. برز سليم في مجالي السينما والمسرح وبرامج التلفزيون، ومثّل في عشرات المسرحيات في لغات عديدة. يقدم كذلك أمسيات ترفيهية وثقافية وعروض مسرحية هادفة.

## نشأته وحياته
ولد سليم في 1 نوفمبر 1950 في قرية البعنة، قضاء عكا في الجليل الغربي لعائلة من الفلاحين. ولكن، بعدما صادرت إسرائيل أراضي القرية في عام 1963، انتهت حياة الفلاحة في القرية وانتقل للعمل في البناء. أَحب التمثيل والتقليد في جيل مبكر عندما كان في الرابعة أو الخامسة من عمره، وأصبح يقلّد ويمثّل أمام الأهل والمعلمين والمعلمات في المدرسة. وبعد أن أنهى تعليمه الثانوي، التحق سليم في المعهد العالي للتمثيل "بيت تسفي" في رمات غان. سافر من بعدها إلى باريس، فرنسا والتحق بمعهد جاك ليكوك، والذي يعدّ من أرقى معاهد العالم في تدريس فنون الحركة والتمثيل الصامت والكوميديا. لا يزال يعمل سليم في التمثيل والإخراج في المسرح والسينما والتلفزيون.

## مسيرته الفنية
كانت بداية انطلاقته الفنية في «بيت الكرمة» في العام 1970 في مدينة حيفا ضمن عدة من المسرحيات، التي لاقت إعجاب الجمهور مثل مسرحية «السلطان الحائر» لتوفيق الحكيم، ومن ثم انتقل إلى دراسة التمثيل في «بيت تسفي» (المعهد العالي للمسرح) بين الأعوام 1972-1975. توجه بعد ذلك إلى فرنسا لاستكمال دراسته للمسرح في معهد «جاك ليكوك» بين الأعوام 1977-1979 المسرحي الفرنسي الكبير بمنحة دراسية حصل عليها من الحكومة الفرنسية فسافر إلى هنالك لمدة استمرت 8 أعوام.
قدم سليم ضو أعمالًا بارزة في مجاله، إذ عمل ضمن خمس مسارح. تنوع عمله كممثل فكان يروي القصص مع فرقة للرواة، وعمل مع أحد المسارح الشهيرة للأطفال في باريس «لوبان دورج»، ثم مسرح "de l'Atelier" حيث قدّم هناك مسرحيتان.
مثّل سليم في العشرات من المسرحيات التي أنتجتها المسارح المحلية في موطنه ومسارح عالمية. ففي باريس مثل مسرحية «الملك أوديب» على مسرح «لوليير» عام 1980. ومثل الدور الرئيسي في مسرحية «يهودي في ساحة الدوق» على المسرح البلدي في مدينة حيفا عام 1992، وكذلك مسرحية «على الرصيف» في مسرح «بيت ليسين» في تل أبيب عام 1990.
شغر سليم ضو منصب مدير مسرح الكرمة بين العام 1986 والعام 1998، كما درّس فن التمثيل في فرنسا بين الأعوام 1980-1984، وكذلك في تل أبيب وفي جامعة حيفا لمدة 5 سنوات.
لدى ضو مسيرة حافلة وخبرة واسعة في الأفلام السينمائية الطويلة والقصيرة. أسس جمعية مفاتيح للفنون المسرحية والسنيمائية في العام 1999.

## أعماله
- «ساغ سليم»: مسرحية تروي قصة فلسطيني تم تهجيره من أراضيه في النكبة عام 1948 ويروي أدق التفاصيل للأحداث التي واجهها والصعوبات والعقبات من تهجير ومحاولة لإيجاد العمل والطعام والتعليم. تروي هذه المسرحية حكاية بطلها بطريقة شيقة ومؤثرة، وهي تعبر عن كل فلسطيني تم تهجيره أو بقي في بلاده والمعاناة في ظل الاحتلال.

- «مفاتيح»: فيلم وثائقي يرسم صورة لحلم العودة الذي يحلم به الفلسطينيون الذين تهجروا عام 1948 والذين ما زالوا يحتفظون بمفاتيح بيوتهم أملا في العودة إلى ديارهم.[3]

- دوره «أبو نضال» في مسلسل "شغل عرب" الذي بُث في القناة الإسرائيلية الثانية، كاتب المسلسل هو الصحافي الفلسطيني سيد قشوع.
- دور محمد الفايد في الموسمين الخامس والسادس في مسلسل التاج.

## الجوائز
حاز خلال مسيرته الفنية على العديد من الجوائز مثل جائزة أفضل ممثل في السينما الإسرائيلية لعام 1989. كما فاز بجائزة أفضل ممثل من مهرجان مالمو السويدي للسينما العربية في دورته الحادية عشرة عن دوره في فيلم (غزة مونامور) للأخوين طرزان وعرب ناصر.

## روابط خارجية
- سليم ضو على موقع IMDb (الإنجليزية)
- سليم ضو على موقع ألو سيني (الفرنسية)
- سليم ضو على موقع قاعدة بيانات الفيلم (الإنجليزية)